# Tâm lý học thể thao
Tâm lý học thể thao là một ngành khoa học liên ngành, dựa trên kiến thức từ nhiều lĩnh vực liên quan bao gồm cơ học sinh học, sinh lý học, cơ thể động lực học và tâm lý học. Nó liên quan đến nghiên cứu về cách các yếu tố tâm lý ảnh hưởng đến hiệu suất và cách tham gia vào thể thao và tập thể dục ảnh hưởng đến các yếu tố tâm lý và thể chất. Các nhà tâm lý học thể thao dạy các chiến lược nhận thức và hành vi cho các vận động viên để cải thiện kinh nghiệm và hiệu suất của họ trong thể thao. Ngoài việc hướng dẫn và đào tạo các kỹ năng tâm lý để cải thiện thành tích, tâm lý học thể thao ứng dụng có thể bao gồm làm việc với vận động viên, huấn luyện viên và phụ huynh về chấn thương, phục hồi chức năng, giao tiếp, xây dựng đội ngũ và chuyển đổi nghề nghiệp. Tâm lý học thể thao cũng có liên kết chặt chẽ với tâm thần học thể thao.